# Crkvice (Zenica, BiH)
Crkvice su naselje u općini Zenica, FBiH, BiH.

## Zemljopis
Prostiru se između rijeke Bosne, Kamberovića polja i Babine rijeke. Duguljasto naselje na sjeveru završava gradskim grobljem Crkvicama. Nedaleko je i županijska bolnica Zenica, staro kužno groblje i nogometni centar.

## Povijest
Osmanlijska okupacija bilo je katastrofalno doba za katoličanstvo i katoličke Hrvate. Katolički Hrvati su zbog nasilna i interesna prevjeravanja (većinom na islam i pravoslavlje), ubojstava, izbjeglištva i protjerivanja potpuno nestali iz ovih prostora. Biskup Marijan Maravić u izvješću iz 1650. godine ne navodi niti jednu katoličku obitelj u Zenici. Mnogi Hrvati su zbog političke situacije i progona pobjegli u južnu hrvatsku zemlju Dalmaciju.
Velika epidemija kuge izbila je koncem 18. stoljeća u Dalmaciji. Uz to je također u tim krajevima vladala neimaština pa je uslijedilo veliko povratno doseljavanje katoličkih Hrvata iz Dalmacije u plodnu Središnju Bosnu. Većinom su se naselili u krajevima oko Travnika i Zenice. U Zenicu je tada doselilo stotinjak obitelji iz Dalmacije. Doseljenici su u jednu ruku povratnici, jer su to bili potomci onih iseljenika koji su prethodno zbog političke situacije i progona bili odselili u Dalmaciju.

Doseljene povratničke obitelji Hrvata kupovali su plodnu zemlju od osiromašenog i ekonomski pasivnog turskog stanovništva. Ovi doseljeni povratnici potomci Hrvata bili su poduzetniji od domicilnog stanovništva. Zbog ekonomskog stanja iz Dalmacije doseljenih potomaka prognanih katoličkih Hrvata i naglog brojčanog porasta grada Zenice, Zenicu se nazivalo Malom Dalmacijom.
Zbog nagla porasta broja katolika javila se potreba i za redovitom pastorizacijom u zeničkom kraju. Župa Zenica nastala je odvajanjem od gučogorske župe god. 1836. kao mjesna kapelanija i od tada se vode matične knjige. Prvotno sijelo župe bilo je u izrazito hrvatskom katoličkom selu Crkvicama. Do 1840. godine kapelanija Zenica potpadala je pod župu Dolac. Osnutkom samostalne župe u Gučoj Gori, zenička je kapelanija pripala Gučogorskoj župi. Župom je Zenica formalno proglašena 1858. godine, a sjedište je bilo u Crkvici sve do 1870. godine. Crkvice su 1876. postala neovisna župa.
1894. godine crkva je bila drvena.
Današnju crkvu Bezgrješna Začeća BDM mještani su podigli 1914. godine.